# Великий хрест Залізного хреста
Великий хрест Залізного хреста (нім. Großkreuz des Eisernen Kreuzes) — найвища прусська і німецька військова нагорода, орден-хрест, заснований прусським королем Фрідріхом Вільгельмом III 10 березня 1813 для нагородження найвидатніших полководців та воєначальників Пруссії за переможне ведення кампаній, які рішуче вплинули на хід війни за звільнення Німеччини від Наполеона.
Існувало кілька версій — 1813, 1870, 1914 та 1939 років. У нижній частині ордена вказували рік.

## Опис
Ззовні Великий хрест мав таку ж саму форму, що й Лицарський хрест Залізного хреста, однак він був значно більшим: його діаметр становив 63 міліметрів. Хрест носили на шиї на стрічці орденських кольорів, її ширина становила 57 мм іншою відмінністю від Лицарського Хреста було те, що рамки виготовлялись не з срібла, а з золота.

## Нагороджені

### 1813 року

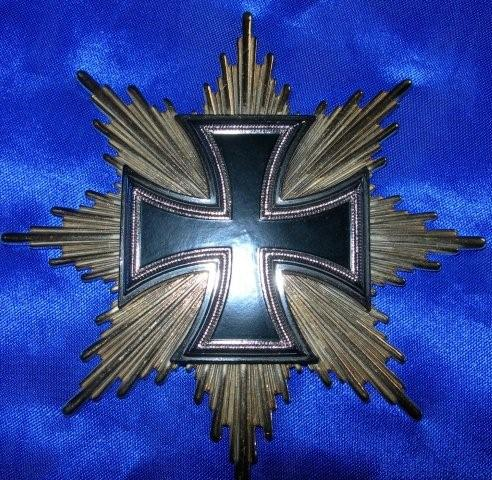
Зірка Великого хреста Залізного хреста

За часів війни за звільнення Німеччини прусським королем нагороджено п'ять чоловік:
- Гебхард Блюхер (згодом князь Вальдштадт) (31 серпня 1813) — генерал-фельдмаршал, командувач прусськими військами у битві при Ватерлоо, 15 вересня 1813 нагороджений Зіркою Великого хреста Залізного хреста;
- Барон Фрідріх Вільгельм Бюлов фон Денневіц (15 вересня 1813) — генерал-лейтенант, командир прусського корпусу;
- Карл XIV Юган Бернадот (осінь 1813), за часів Наполеонівських війн маршал Наполеона, після обрання регентом та спадкоємцем-принцом Швеції приєднався до Шостої коаліції проти колишнього монарха;
- Граф Богислав Фрідріх Емануель Тауенцін фон Віттенберг (26 січня 1814) — генерал піхоти, командир блокадного корпуса Штеттіна;
- Людвіг Йорк фон Вартенбург (31 березня 1814) — генерал піхоти, командир прусського корупусу.

### 1870 року
За часів французько-прусської війни кавалерами Великого хреста Залізного хреста стали дев'ять генералів:
- Кронпринц Альберт Саксонський (згодом король Саксонії) (22 березня 1871) — командувач об'єднаної пруссько-саксонської польової армії;
- Август Карл фон Гебен (22 березня 1871) — генерал піхоти, командир VIII армійського корпусу;
- Барон Едвін фон Мантойффель (22 березня 1871) — командир І армійського корпусу;
- Граф Гельмут фон Мольтке Старший (22 березня 1871) — начальник Генерального штабу
- Фрідріх Карл Прусський (22 березня 1871) — генерал-фельдмаршал, командувач армії;
- Кронпринц Фрідріх Вільгельм Прусський (згодом кайзер Фрідріх III) (22 березня 1871) — генерал-фельдмаршал, командувач 2-ї армії;
- Август Карл фон Вердер (22 березня 1871) — генерал піхоти, командир Стразбурзького блокадного корпусу;
- Король Вільгельм I (16 червня 1871) — верховний головнокомандувач прусської армії;
- Фрідріх Франц II (великий герцог Мекленбург-Шверінський) (4 грудня 1871) — командир ХІІІ армійського корпусу;

### 1914 року
Великий хрест Залізного хреста відновлений 5 серпня 1914. Ним німецьким імператором нагороджено п'ять командувачів:
- Вільгельм II Гогенцоллерн (11 грудня 1916) — Кайзер Німеччини, верховний головнокомандувач імперської армії Німеччини
- Пауль фон Гінденбург (9 грудня 1916) — генерал-фельдмаршал, начальник Польового Генштабу, згодом нагороджений Зіркою Великого хреста Залізного хреста;
- Август фон Макензен (9 січня 1917) — генерал-фельбмаршал, командувач групи армій;
- Принц Леопольд Баварський (4 березня 1918) — генерал-фельдмаршал, головнокомандувач німецьких військ на Сході;
- Еріх Людендорф (24 березня 1918) — генерал піхоти, 1-й генерал-квартирмейстер Польового Генштабу.

### 1939 року
1 вересня 1939 Адольф Гітлер відновив Залізний хрест, як державну нагороду, й разом з ним Великий хрест цього ордену. Цього разу Великому хресту передував Лицарський хрест Залізного хреста. Нагородження яким сталося лише одного разу, 19 липня 1940 року, коли Великий хрест був вручений другому після А.Гітлера лідеру нацистів Г.Герінгу за значні заслуги у відбудові німецьких військово-повітряних сил (Люфтваффе) на посаді їх головнокомандувача. Більше за всі роки Другої світової війни Великий Хрест не отримав ніхто — і навіть не відомі випадки, щоб Гітлер планував нагородити ним ще когось.
За підрахунками дослідників, Герінг замовив 12 копій Великого хреста, при чому в однієї з них рамки були виготовлені не з золота, а з платини. З цим хрестом Герінг здався в полон американцям, і нагорода, звичайно, була негайно вкрадена американськими військовими. Оригінал ж Великого хреста — той, який Гітлер вручив Герінгу 19 липня 1940 року — зберігався в берлінській резиденції Герінга, де й зник після того, як британська авіація перетворила будівлю на руїни.